# البطولة الوطنية التونسية 1961–62
الدوري التونسي لكرة القدم 1961-1962 هو الموسم رقم 7 من الرابطة التونسية المحترفة الأولى لكرة القدم. أفضل 16 ناديا تونسيا يلعبون فيما بينهم ذهابا وإيابا.

فاز بهذا الموسم الملعب التونسي، وجاء ثانيا الملعب السوسي وثالثا الترجي الرياضي التونسي.